# شركة اليمامة للصناعات الحديدية
شركة اليمامة للصناعات الحديدية أو اليمامة للحديد شركة مساهمة سعودية، مدرجة في سوق الأسهم السعودي منذ عام 2016.

## التاريخ
تأسست شركة اليمامة للصناعات الحديدية كشركة ذات مسؤولية محدودة بموجب سجل تجاري بتاريخ 1409 هـ الموافق 1989م، وتم تحويل الشركة إلى شركة مساهمة بموجب قرار وزاري بتاريخ 1427 هـ الموافق 2006م. رفعت الشركة رأسمالها سبع مرات منذ تأسيسها، آخرها كان عام 2009 حيث وصل إلى 508 ملايين ريال وهو رأسمالها الحالي.

## النشاط
يتمثل النشاط الرئيسي للشركة في تصنيع المنتجات الحديدية لخدمة قطاع الإنشاءات والكهرباء والاتصالات من خلال أربع وحدات أعمال لتوريد منتجات عالية الجودة وذات قيمة مضافة من الفوارغ الحديدية وأعمدة الكهرباء وأعمدة إنارة الشوارع والميادين وأبراج نقل الطاقة الكهربائية والاتصالات وأنظمة الأسقف من الهياكل الفراغية.
تنتج الشركة حديد التسليح من خلال شركتها التابعة شركة اليمامة لحديد التسليح المحدودة وهي مملوكة لها بنسبة 72.5%، ويقع مقرها الرئيس في مدينة الرياض، ولها فرع واحد في ينبع يتمثل في مصنع لحديد التسليح ويبلغ رأسمالها 300 مليون ريال. تقوم الشركة بتنفيذ أغراضها عبر أربع وحدات أعمال خاصة بها، تختص كل منها بصناعة وبيع خط إنتاجي مختلف.

## ملف الأسهم
| رأس المال المصرح به (ريال سعودي) | عدد الأسهم المصدرة | رأس المال المدفوع (ريال سعودي) | القيمة الاسمية للسهم | القيمة المدفوعة للسهم |
| -------------------------------- | ------------------ | ------------------------------ | -------------------- | --------------------- |
| 508,000,000                      | 50,800,000         | 508,000,000                    | 10                   | 10                    |